# Système de défense aérienne antilope
Le système de défense aérienne Antilope est un système de défense anti-aérienne sol-air à courte portée taïwanais en opération avec l'Armée de la république de Chine.

## Description
Le système Antilope utilise une batterie de quatre missiles Sky Sword I (TC-1) montés sur un véhicule à roues, en général un camion Toyota 4x4 présent en très grande quantité dans toute l'Asie du est. Le système peut être utilisé soit comme système de défense ponctuel autonome, soit dans le cadre d'un système intégré de défense aérienne de zone.
Un système complet Antilope comprend les éléments de ciblage, le guidage, les composants de communication ainsi que les missiles eux-mêmes. Il a été développé à partir de 1995 dans le prolongement du programme de développement de missiles Tien Chien-I. À la suite de l'achat d'avions américains et au vu de leurs anciens stocks de missiles les Taïwanais ont décidé d'utiliser les missiles TC-1 produit en trop grand nombre pour être utilisé par un système terrestre. Il a été révélé au public pour la 1er fois en 1997 et a été intégré au service actif en 2005. La portée maximale du système Antilope est d'environ 9 km pour un plafond de 3 000 m,. Le système a un équipage de deux personnes, un artilleur et un observateur. Le système peut être contrôlé depuis la cabine du camion ou depuis une console de commande mobile qui peut être située jusqu'à 70 m du véhicule pour augmenter la sécurité et la capacité de survie de l'opérateur.
Les intercepteurs TC-1L du système Antilope utilisent le guidage infrarouge et le système est de conception similaire au système Chaparral fabriqué aux États-Unis, qui était historiquement un pilier du réseau SHORAD (Défense aérienne à courte portée) de Taiwan. Il peut être utilisé pour intercepter des hélicoptères volant à basse altitude, des avions de chasse, des avions d'attaque et des bombardiers.

### Radar CS/MPQ-78
Le radar CS / MPQ-78 du système a été développé au début des années 1990 et est un radar Doppler à impulsions 3D avec une capacité complète d'abattage vers le bas. La portée maximale du radar est de 46,3 km et le plafond est de 30 480 m.